# Conspiracy (England und Wales)
Als conspiracy (englisch ‚Verschwörung‘) bezeichnet man im Strafrecht von England und Wales die „Vereinbarung zwischen zwei oder mehr Personen, eine ungesetzliche Handlung zu begehen oder eine gesetzliche Handlung durch ungesetzliche Mittel auszuführen.“ Die Straftat, eine sog. inchoate offence bestand historisch aus common law fand eine ausgedehnte und unscharfe Anwendung. s. 5 (1) des Criminal Law Act 1977 schaffte den Tatbestand aus common law weitgehend ab. Er existiert jedoch weiterhin aus statute law. Der Vorteil des Instituts der conspiracy gegenüber der bloßen Bestrafung wegen Teilnahme am Versuch liegt in zahlreichen Beweiserleichterungen für die Anklage.